# Roman Roun
Roman Roun (* 23. června 1971 Kaplice) je český producent, marketingový expert, moderátor a autor. Je tiskovým mluvčím Komunistické strany Čech a Moravy a hnutí Stačilo!.

## Profesní působení
Uměleckou tvorbu začal v roce 1992, ale zásadním pro jeho další působení na české kulturní scéně byl rok 1998, kdy jej tehdy osmnáctiletá herečka Lucie Vondráčková požádala o spolupráci.
V roce 2003 realizoval v rámci bratislavského autosalonu světovou premiéru TV show, při které nechala iluzionistka Daniela Maxová zmizet prototyp automobilu Mercedes-Benz. Tato show se v následujících měsících přestěhovala do Japonska, kde byla představena ve dvaceti městech.
Od roku 2005 začal exkluzivně zastupovat řadu umělců včetně Martina Dejdara, Natálie Kocábové, Kristýny Leichtové, Dany Batulkové a dalších.
V belgickém Leuvenu produkoval v letech 2009 a 2010 pod záštitou velvyslanectví Slovenské republiky Česko-Slovenské hokejové hry.
V roce 2010 představil, společně s Dušanem Rapošem v pražské Tipsport Aréně první protiteroristický projekt, rockovou operu Pietro e Lucia. Ve více než dvouhodinovém projektu se představily desítky evropských operních, tanečních a rockových hvězd (Ballet of the Bolshoi Theater in Moscow, Taneční soubor moderního tance M-Teatro Russia, Doriana Milazzo, Mario Malagnini, Tiziana Carraro, Salvatore Cordella, Paolo Pecchioli, Gianfranco Montresor, Český národní symfonický orchestr, Český filharmonický sbor Brno, James Nisbet, Lars Lehmann, Ossy Pfeiffer a řada dalších anglických, německých a slovenských rockových instrumentálních umělců).
Spolupracoval na řadě televizních projektů (například sitkom Comeback, seriál Gympl s (r)učením omezeným, Česká 30, show Česko Slovensko má talent).
V roce 2016 onemocněl sérií autoimunitních chorob a stáhl se do ústraní.
Od roku 2017 působí jako marketingový expert, tiskový mluvčí a volební manažer Komunistické strany Čech a Moravy, později[kdy?] působil jako volební manažer koalice STAČILO!, od roku 2024 jako mluvčí hnutí Stačilo!.

## Charitativní činnost
Od roku 2006, po úspěchu seriálu České televize Poslední sezóna, společně s Martinem Dejdarem založil a produkoval hokejovou charitativní show HC Olymp, ve které účinkovala řada herců (např. Martin Dejdar, Pavel Nový, Jiří Mádl, Jan Révai, Sagvan Tofi) a sportovců (např. Dominik Hašek, Jiří Hrdina, Pavel Richter, Aleš Valenta).
V roce 2010 a 2011 participoval na česko-ruském charitativním projektu Pod flagom dobra, ve kterém účinkovala řada českých a ruských hokejových a uměleckých hvězd (Alexandr Medveděv, Andrej Kovalenko, Viktor Šalimov, Alexej Jaškin, Jiří Hrdina, Jiří Zelenka, Pavel Richter, Jiří Mádl, Martin Dejdar, Dominik Hašek, výběr týmů Spartak Moskva a Sparta Praha a mnoho dalších).

## Politické působení
Je autorem výstavy 30 let bez růžových brýlí, v rámci které se snaží upozornit na polistopadová negativa kapitalistického systému. Vystupuje jako politik hájící práva těžce tělesně postižených, seniorů a sociálně slabších.
Od roku 2018 pravidelně publikuje na serveru Parlamentní listy a v minulosti také v deníku Haló noviny. Je levicovým mírovým aktivistou a kritikem vojenských operací NATO. Od července 2022 pracuje jako marketingový specialista a tiskový mluvčí Komunistické strany Čech a Moravy od prosince 2023 také koalice STAČILO!. Od roku 2024 je tiskovým mluvčím hnutí Stačilo!.
Dne 20. února 2022 podal trestní oznámení na premiéra Petra Fialu pro šíření poplašné zprávy, v reakci na Fialova vyjádření k situaci na Ukrajině v pořadu Otázky Václava Moravce, vysílaného dříve téhož dne. Roun v odůvodnění oznámení uvedl, že „Rusko oficiálně deklarovalo, že nemá zájem na jakémkoliv vojenském konfliktu a nikdy a nikým nebyl prokázán opak“. Rusko pak na Ukrajinu o čtyři dny později skutečně zaútočilo.
Ve volbách do Poslanecké sněmovny PČR v roce 2025 je lídrem uskupení Stačilo! (KSČM, SOCDEM, ČSNS, SD-SN, Moravané) v Pardubickém kraji. Během kampaně se v červenci 2025 dostal do fyzické potyčky s aktivistou.

## Osobní život
Narodil se v Kaplici. Je členem sdružení Mygra sdružující nemocné trpící autoimunitním onemocněním Myasthenia gravis a Českého svazu hemofiliků.